# Elle me dit
Singles de Mika
Kick Ass
(2010) Celebrate
(2012)
Elle me dit est une chanson de Mika, sortie en single en 2011, puis sur son troisième album The Origin of Love en 2012. Ce titre pop est écrit et composé par Mika et Doriand. La production est réalisée par Greg Wells et Klas Åhlund.
Un aperçu de douze secondes a d'abord été publié en ligne le matin du 1er juillet 2011. La version complète de la chanson a été publiée lors de l'après-midi de cette même journée. Le single est disponible sur les plateformes de téléchargement depuis le 11 juillet 2011. Le 26 septembre 2011, la chanson est disponible en CD single avec en deuxième titre, le remix de Beataucue.

## Genèse
Lors d'un concert en Roumanie, Mika explique que cette chanson parle de « toutes les choses horribles qu'une mère peut dire à son fils pour qu'il parte de chez elle. »

## Adaptation  en anglais
À la suite de la demande de ses fans, Mika a adapté sa chanson en anglais. Il l'interprète pour la première fois au Das Festival à Schaffhouse en Suisse le 6 août 2011. La chanson prend alors le titre de She Tells Me (traduction littérale) avec des paroles dont le sens reste également fidèle à la version française. La chanson sort finalement sur l'album The Origin of Love sous le nom de Emily avec un sens modifié.

## Clip vidéo
Le clip met en scène différents membres d'une famille dans une maison ancienne et dans un jardin : des adolescents, des mères, des grands-mères et des grands-pères… Une des mères est interprétée par l'actrice française Fanny Ardant. Le casting est essentiellement composé d'acteurs français : Tanya Drouginska, Marie-Clotilde Ramos-Ibanez, Daisy Broom, Patrice Pujol, Axel Huet. À noter également que Mika n'apparaît jamais dans la vidéo et que les acteurs font du playback.

## Accueil

### Accueil critique
Pour Jonathan Hamard de Charts in France, Elle me dit « s'inscrit dans la lignée (des) précédents titres (de Mika), mélangeant subtilement les accords d'un piano classique à des sons électro et modernes ».

## Parodie
Une parodie a été faite par les humoristes de l'émission de télévision On n'demande qu'à en rire, avec pour voix celle de l'imitateur Michaël Gregorio. Le texte a été écrit par Garnier et Sentou pour se moquer de la productrice et jurée de l'émission Catherine Barma.
Une autre parodie a été faite par Cauet pour la radio, intitulée Fais pas Secret Story avec des anciens participants de Secret Story.

## Liste des pistes
| 1. | Elle me dit | 3:38 |

| 1. | Elle me dit (Radio Edit)      | 3:27 |
| 2. | Elle me dit (Beataucue Remix) | 5:14 |

## Classement par pays

### Classements hebdomadaire
| Classement (2011)                       | Meilleure position |
| --------------------------------------- | ------------------ |
| Belgique (Flandre Ultratop 50 Airplay)  | 8                  |
| Belgique (Flandre Ultratop 50 Dance)    | 36                 |
| Belgique (Flandre Ultratop 50 Singles)  | 9                  |
| Belgique (Wallonie Ultratop 50 Airplay) | 1                  |
| Belgique (Wallonie Ultratop 50 Dance)   | 1                  |
| Belgique (Wallonie Ultratop 50 Singles) | 1                  |
| Canada (Hot 100)                        | 3                  |
| France (SNEP)                           | 1                  |
| Slovaquie (IFPI Rádio)                  | 5                  |
| Suisse (Schweizer Hitparade)            | 1                  |

### Classement de fin d'année
| Classement (2011) | Meilleure position |
| ----------------- | ------------------ |
| France SNEP       | 8                  |

## Historique de sortie
| Pays      | Date de sortie    | Format(s)              |
| --------- | ----------------- | ---------------------- |
| Australie | 11 juillet 2011   | Téléchargement digital |
| France    | 11 juillet 2011   | Téléchargement digital |
| France    | 26 septembre 2011 | CD single              |